# Hanna Jelonek
Hanna Antonina Jelonek (ur. 1957) – polska medalierka i wykładowczyni warszawskiej Akademii Sztuk Pięknych.

## Biografia
Studia z rzeźby ukończyła w 1981 na ASP w Warszawie. Stopień doktora w dziedzinie sztuk plastycznych uzyskała w 1998 na swojej macierzystej uczelni. W 2005 habilitowała się. W 2020 uzyskała tytuł profesorski. Sprawuje funkcję dziekana Wydziału Rzeźby ASP.
Prace jej autorstwa znajdują się w zbiorach m.in. Muzeum Sztuki Medalierskiej, Muzeum Miedzi w Legnicy czy British Museum. Zrzeszona w Polskim Stowarzyszeniu Sztuki Medalierskiej oraz w FIDEM.

## Nagrody
Za swoją twórczość Hanna Jelonek otrzymała m.in. następujące nagrody:
- 2023 - J. Sanford Saltus Medal Award (nagroda przyznawana przez American Numismatic Society)
- 2018 – British Art Medal Society’s Struck Medal Award za medal 100 lat Szpitala Klinicznego im. Księżnej Anny Mazowieckiej, 1912 – 2012
- 2011 – wyróżnienie w Ogólnopolskim Konkursie na projekt statuetkiNagroda Gospodarcza Prezydenta RP
- 2003 – I Nagroda w konkursie na medal bity Akademia Sztuk Pięknych w Warszawie 1904 – 2004
- 1997 – wyróżnienie w ogólnopolskim konkursie za medal pt. Milenium Gdańska 997 – 1997
- 1996 – Złoty Medal za rzeźbę GURU II (Salon Rzeźby Wiosna 1996)